# Where Lights Are Low
Where Lights Are Low è un film muto del 1921 diretto da Colin Campbell. È conosciuto anche con il titolo When Lights Are Low. La sceneggiatura si basa sul racconto East Is East di Lloyd Osborne pubblicato nell'aprile 1920 sul Metropolitan Magazine.

## Trama
Il principe cinese T'Su Wong Shih ama Quan Yin, la figlia di un giardiniere, ma suo zio vuole che lui sposi una ragazza della sua stessa condizione. In partenza per andare a studiare negli Stati Uniti, il giovane promette all'amata che loro due saranno presto insieme. Dopo aver finito l'università, un giorno T'Su Wong Shih visita il mercato di San Francisco e, ad un'asta di schiavi, ritrova Quan Yin messa all'asta. Per salvarla, accetta di pagare un prezzo di cinquemila dollari ma, non possedendo l'intera cifra, si mette d'accordo con il banditore per una proroga di tre anni durante i quali si impegna a lavorare per raccogliere il denaro necessario a riscattare la ragazza. T'Su Wong Shih non ha grande successo finché non riesce a vincere una grossa somma alla lotteria. Però Quan Yin adesso si trova in pericolo, perché un gangster cinese vuole averla e, per riuscirci, giunge a minacciare il banditore che è costretto a cedergliela. T'Su Wong Shih si impegna allora in una lotta per liberare l'amata: sconfigge il gangster, riprende Quan Yin e la rivendica come moglie.

## Produzione
Il film fu prodotto dalla Hayakawa Feature Play Company.

## Distribuzione
Distribuito dalla Robertson-Cole Distributing Corporation, il film uscì nelle sale cinematografiche statunitensi il 4 settembre 1921 dopo essere stato in prima a New York il 31 luglio 1921.